# 부산사하소방서
부산사하소방서(釜山沙下消防署, Busan Saha Fire Station)는 부산광역시 사하구를 관할하는 부산광역시 소방안전본부 산하의 소방서이다.
소방서장은 소방정으로 보한다.

## 연혁
- 1984년 12월 20일: 부산사하소방서 개서
- 2002년 8월 8일: 부산강서소방서 분리

## 조직
| - 소방행정과 - 소방행정계 - 예산장비계 | - 재난대응과 - 방호계 - 구조구급계 - 지휘조사1·2·3팀 | - 예방안전과 - 안전지도계 - 소방민원계 |

## 관할센터 및 관할구역
부산사하소방서는 5개의 119안전센터와 1개의 구조대를 산하에 두고 있다.
| 명칭                     | 사진 | 주소          | 관할구역                            | 지역대 |
| ------------------------ | ---- | ------------- | ----------------------------------- | ------ |
| 신평119안전센터          |      | 장평로 270    | 사하구 신평1·2동, 장림1·2동, 구평동 |        |
| 괴정119안전센터          |      | 낙동대로 262  | 사하구 괴정1·2·3·4동                |        |
| 하단119안전센터          |      | 낙동남로 1407 | 사하구 하단1·2동, 당리동            |        |
| 다대119안전센터          |      | 다대로 622    | 사하구 다대1·2동                    |        |
| 감천119안전센터          |      | 원양로 405    | 사하구 감천1·2동                    |        |
| 부산사하소방서 119구조대 |      | 장평로 270    | 부산광역시 사하구 일원              |        |

## 같이 보기
- 대한민국 소방청
- 대한민국의 소방
- 소방관 계급